# Margosari (Patebon)
Margosari is een bestuurslaag in het regentschap Kendal van de provincie Midden-Java, Indonesië. Margosari telt 2569 inwoners (volkstelling 2010).

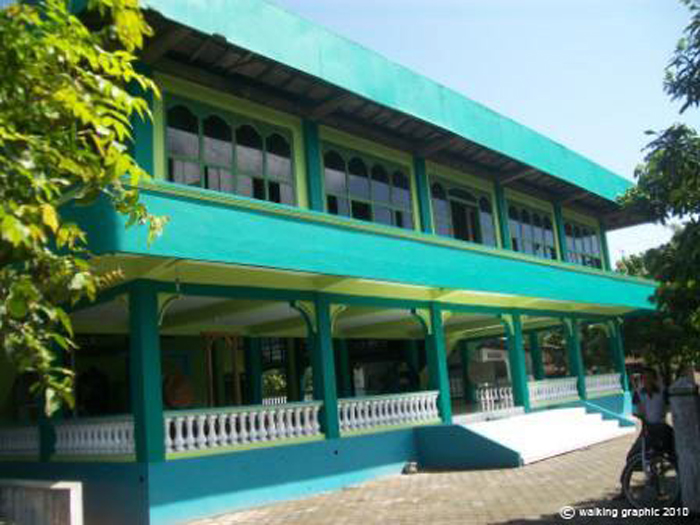
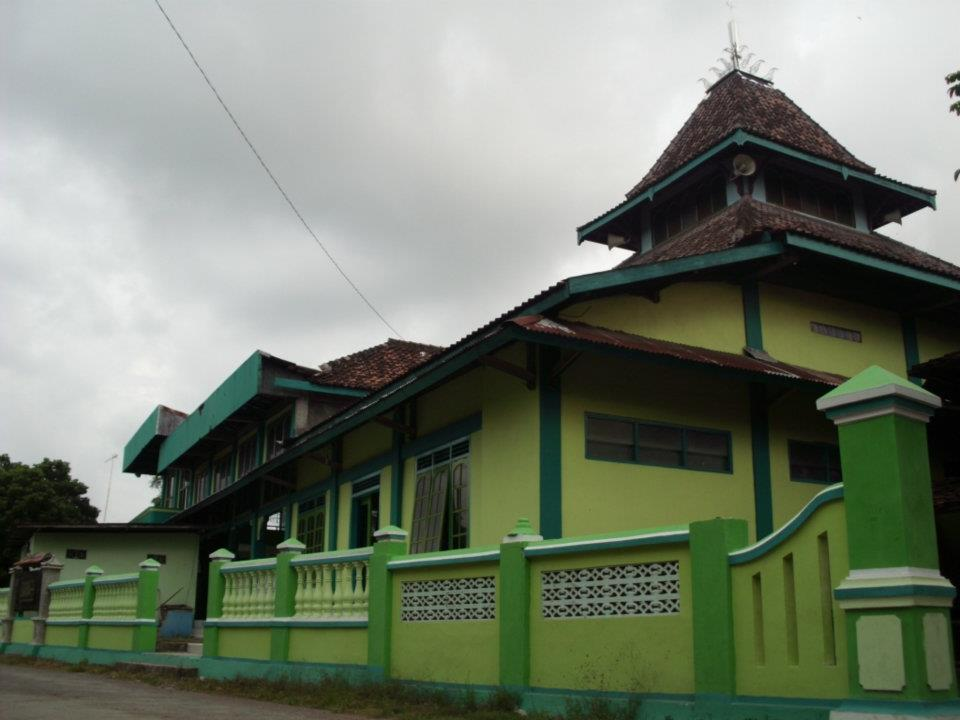
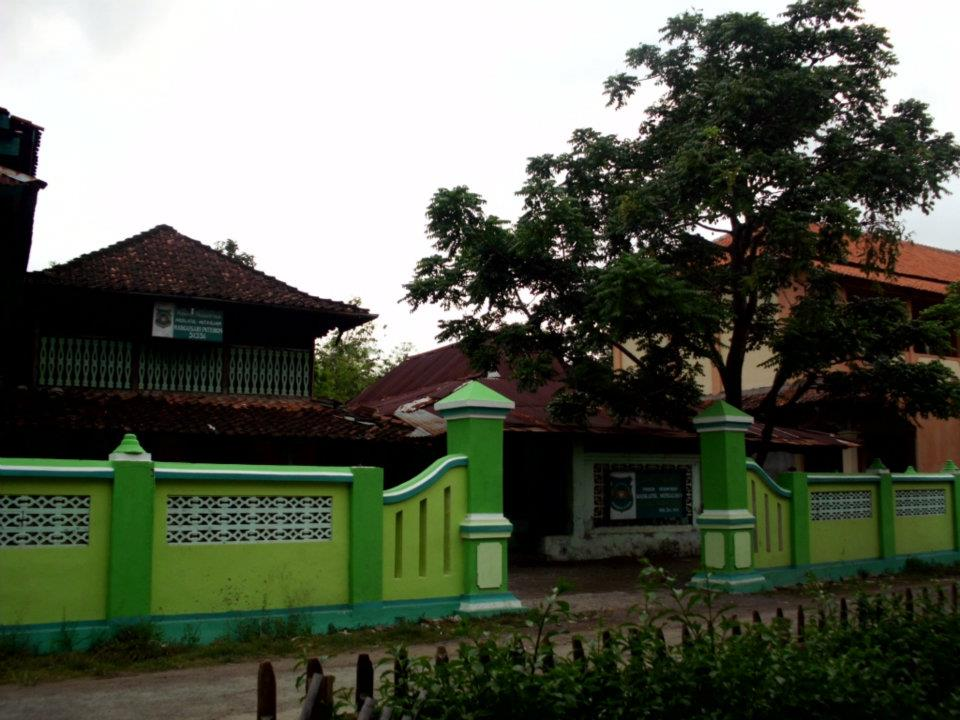
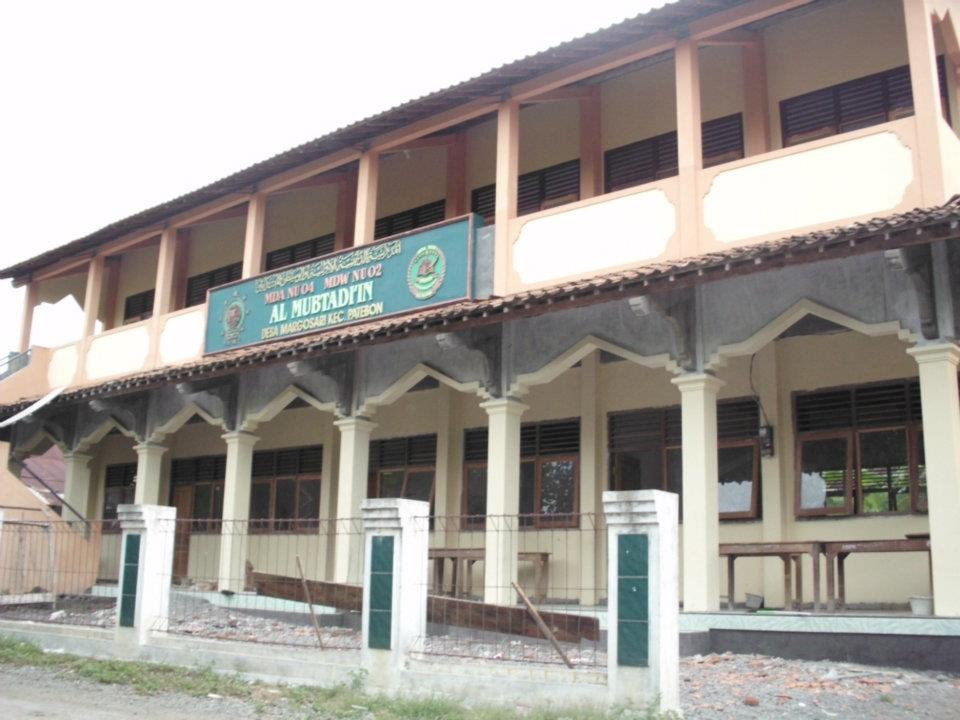